# Ivano Dionigi
Ivano Dionigi (Pesaro, 20 de fevereiro de 1948) é um professor e reitor italiano.
É professor de literatura latina, foi reitor da Alma Mater - Universidade de Bolonha de 2009 a 2015; é membro da Academia de Ciências de Bolonha. Em 10 de novembro de 2012, Bento XVI o nomeou presidente da recém-criada Pontifícia Academia para o latim.
Quando terminou seus estudos na escola secundária 'Terenzio Mamiani' em Pesaro, formou-se em literatura clássica na Universidade de Bolonha. Na mesma Universidade formou-se como pesquisador e professor em 1990. Em 1999 foi o fundador e diretor do Centro de Estudos La Permanenza del Classico.
A 27 de Maio de 2009 foi eleito Reitor da Universidade de Bolonha, com 1282 votos. Ao longo dos anos, seus estudos se concentraram principalmente em Lucrécio e Sêneca, na relação entre cristãos e pagãos. Ele também produziu mais de cem publicações. É membro do Partido Comunista da Itália, fez parte da Câmara Municipal de Bolonha.